# Jagdwurst

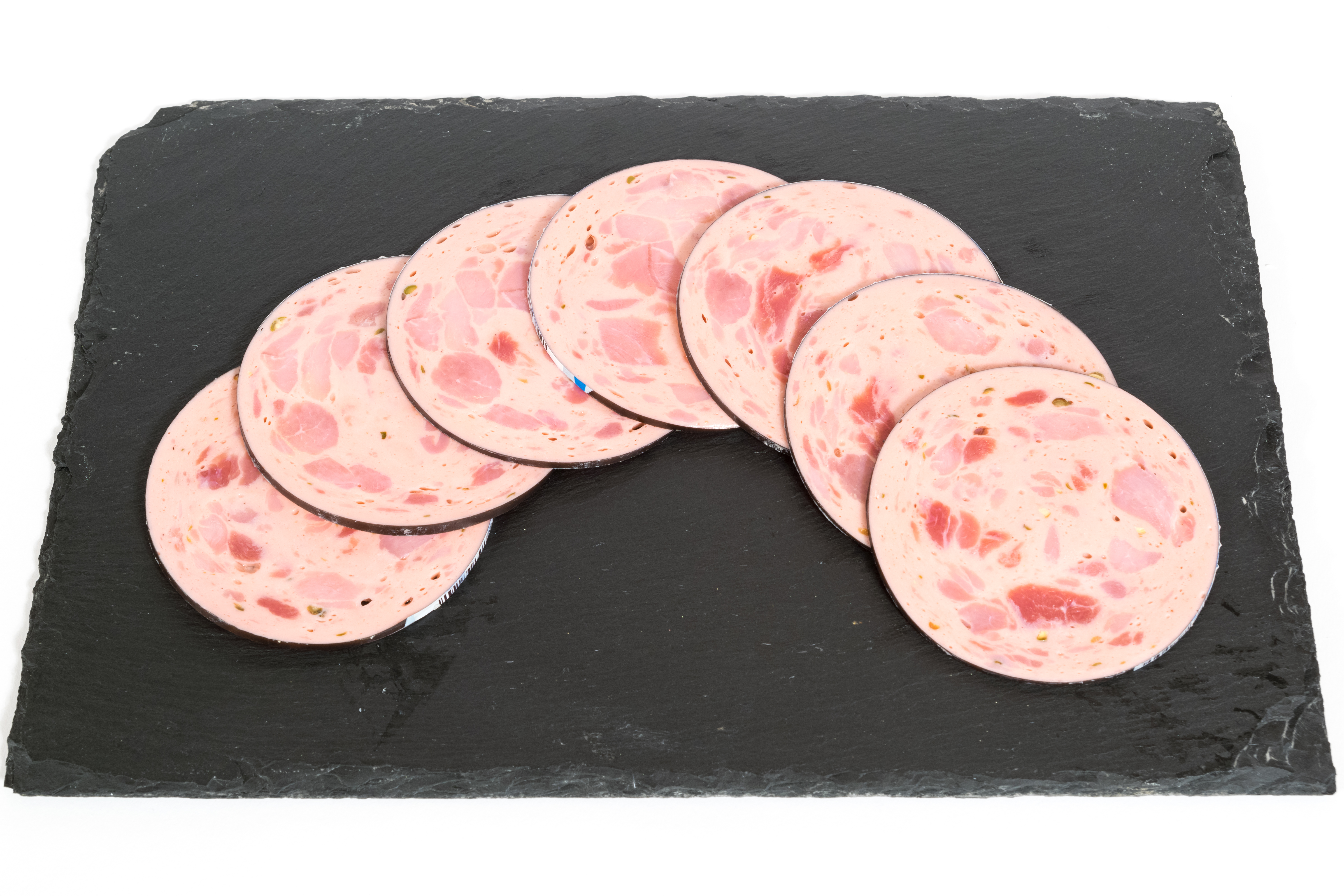
Tiroler Jagdwurst

Jagdwurst ist eine Brühwurstsorte. Alternativ wird sie auch Schinkenwurst, Stuttgarter oder Schützenwurst genannt.
Sie besteht aus Schweinefleisch (Muskelfleisch und Schweinebauch) und Aufschnitt-Grundbrät. Teilweise wird für einige Rezepte auch Rindfleisch verwendet. Typische Gewürze sind Pfeffer, Macis, Ingwer und Koriander. Als Norddeutsche Art bezeichnet man die Verwendung von Senfkörnern, dagegen als Süddeutsche Art die Zugabe von gehackten Pistazien. Das Fleisch wird grob gewolft und mit dem Aufschnitt-Grundbrät vermengt. Meist wird auch Nitritpökelsalz und Farbstabilisator der Masse hinzugefügt, um eine hellrosa Färbung der Wurst zu erzielen. Anschließend wird die Wurst in Kunstdärme oder Konserven abgefüllt und gegart. Für die Variante Kaiserjagdwurst wird mageres Schweinefleisch verwendet und der Brätanteil ist geringer.
Allgemein wird sie kalt als Aufschnitt oder in Scheiben gebraten verzehrt. In Ostdeutschland ist sie als Jägerschnitzel zubereitet ein Traditionsgericht. Wie andere Brühwurstsorten auch eignet sich Jagdwurst ebenso als Einlage für Suppen oder als Fleischersatz bei Aufläufen und Pfannengerichten.

## Namensherkunft
Der Name soll sich angeblich daher ableiten, dass die gut transportable Wurst als Verpflegung auf der Jagd mitgeführt wurde. Der Begriff Jagdwurst erscheint im 18. und 19. Jahrhundert in der deutschsprachigen Literatur zunächst als eine Bezeichnung für eine Pferdekutsche, die zur Jagd verwendet wurde, um das Wildbret zu transportieren. Vom Wildbret übrig gebliebene Fleischstücke, die keine weitere Verwendung fanden, wurden zu einer Wurst verarbeitet.